# Turecki
Turecki là một huyện thuộc tỉnh Wielkopolskie của Ba Lan. Huyện có diện tích 929 km². Đến ngày 1 tháng 1 năm 2011, dân số của huyện là 83707 người và mật độ 90 người/km².